# Sabatino Moscati
Sabatino Moscati (Roma, Italia; 24 de noviembre de 1922-ibídem, 8 de septiembre de 1997) fue un arqueólogo y lingüista italiano, conocido por su trabajo sobre las civilizaciones fenicia y púnica. En 1954 fue nombrado profesor de Filología semítica en la Universidad de Roma, donde fundó el Instituto de Estudios de Oriente Próximo. También fundó el Instituto de Civilización Fenicia y Púnica.
Sabatino dirigió un gran número de excavaciones, ganando el premio Lamarmora por sus estudios en Cerdeña, el premio Selinon por los hechos en Sicilia, el Sybaris Magna Grecia por sus investigaciones sobre la antigua Italia y I cavalli d'oro di San Marco por su trabajo sobre Oriente.